# Francisco Luis Bernárdez
Francisco Luis Bernárdez (Buenos Aires, 5 de octubre de 1900-Ib., 24 de octubre de 1978) fue un poeta y diplomático argentino.

## Biografía

### Sus primeros años
Francisco Luis Bernárdez nació en Buenos Aires. Era hijo de padres españoles, llamados Francisco Bernárdez González, de Carballiño (Orense), empresario, y de Concepción Martínez Cerdeira, maestra, de Santiago, dos emigrantes que tenían una sólida posición económica, y cinco hijos: Adelaida, Francisco, Federico, Enrique y Ricardo. El padre de Bernárdez fue un empresario tabacalero dedicado a la producción de cigarrillos, y dueño de la tabacalera El día, importante compañía de comienzos del siglo XX. Era propietario de  marcas como Inofensivos, La Nacionalista, United States, Anglo-American y Nilo en la calle Adolfo Berro 3836 (actual Don Bosco), en el barrio de Almagro. De acuerdo con lo relatado por Adolfo Bioy Casares en sus diarios, los cigarrillos "Inofensivos" eran cigarrillos sin nicotina. Sus abuelos paternos eran oriundos de la villa gallega de Maside, por lo que como muchos argentinos, posee ascendencia gallega. De su abuela aprendió la lengua gallega, idioma en el que dio sus primeros pasos como escritor.Tuvo por hermana menor a la también escritora y traductora argentina Aurora Bernárdez (Buenos Aires, 1920-París, 2014), primera esposa y albacea testamentaria de Julio Cortázar. A los veinte años Francisco viajó a la patria de sus ancestros. Vivió en España desde 1920 hasta 1924, donde leía a los poetas modernistas que lo influenciaron en sus primeros libros. Trabajó como periodista en Vigo, donde fue redactor de "Pueblo gallego". Allí se relacionó con figuras como Ramón María del Valle-Inclán, los hermanos Antonio y Manuel Machado, y Juan Ramón Jiménez. También se radicó por un breve período en Portugal.

### La renovación literaria
Cuando volvió de España, Francisco Luis Bernárdez se unió al grupo de Florida, también llamado grupo Martín Fierro, una agrupación informal de artistas de vanguardia que significó una parte importante en la renovación literaria y estética argentina durante las décadas de 1920 y de 1930. Así, Bernárdez apoyó en este período el ultraísmo y, en general, las corrientes europeas propias de esta época.
En 1925, Bernárdez trabó amistad con el por entonces poco conocido Jorge Luis Borges, con quien gustaba de recorrer los suburbios en largas caminatas. Bernárdez participó de la segunda época de la revista Proa en las Letras y en las Artes, animada por un grupo literario integrado por Ricardo Güiraldes, Alfredo Brandán Caraffa, Pablo Rojas Paz y el propio Borges.

### Letras y diplomacia
Luego, trabajó en el diario La Nación. Desde 1928 escribió para la revista Criterio, en la que habían participado o participarían literatos de renombre, como G. K. Chesterton, Baldomero Fernández Moreno, Gabriela Mistral, y Jorge Luis Borges, entre otros. Además, integró el grupo fundador del diario El Mundo.
En 1937, fue nombrado secretario público de la biblioteca municipal Miguel Cané, en el barrio de Boedo, e hizo ingresar a Jorge Luis Borges, quien trabajaría como auxiliar catalogador entre 1937 y 1946. Esa biblioteca, decana de las bibliotecas públicas de la ciudad de Buenos Aires, ganaría más tarde fama internacional por ser el primer puesto público en que Borges trabajó y escribió.
Ya escritor con tonos netamente cristianos, participó -al igual que el escritor Leopoldo Marechal y el pintor Ballester Peña- de Convivio, encuentro de artistas cristianos que constituyó el marco para debatir diferentes aspectos y problemas del arte en sus variadas manifestaciones. Asimismo, participó en la publicación homónima. Leopoldo Marechal y Francisco Luis Bernárdez eran muy amigos, tal como lo refiere Marcelo Sánchez Sorondo:

Nos habíamos conocido [con Bernárdez] en las postrimerías de la década del 30 en las tertulias de la librería de Enrique Lagos cuyos anaqueles se apilaban en el subsuelo próximo a la entrada de la amplia casona de la calle Reconquista donde tenían su sede los  Cursos de Cultura Católica. [...] Francisco Luis Bernárdez y Leopoldo Marechal que reinaban con idéntico esplendor en el Olimpo de las letras eran por entonces amigos inseparables. A ciertas horas de la tarde, vecinas de la noche, era imposible encontrarse con uno sin toparse con el otro. [...] Nos reuníamos en los cursos y desde allí nos encaminábamos a un boliche situado también en la calle Reconquista cuyo nombre, de maravilla musical y ecuestre -La Corneta del Cazador- al punto sugería el vuelo vertical, en estampida, de halcones y azores empedernidos tras la presa... Allí, en ese bodegón de reminiscencias venatorias nos sentábamos a la mesa los tres. Y mientras Marechal con su cabeza leonina, su pipa soñadora y su mirada en lontananza, optaba por el mutismo complaciente, Paco Bernárdez con su voz desnuda, casi metálica, que se prestaba al sarcasmo, refería anécdotas chispeantes...
Marcelo Sánchez Sorondo

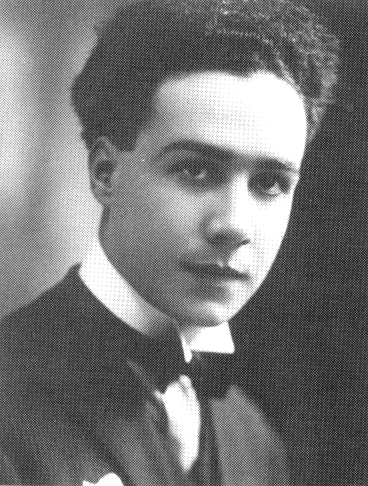
Leopoldo Marechal, poeta, dramaturgo, novelista y ensayista argentino, muy amigo de Francisco Luis Bernárdez

En 1944, asumió en la recién creada Subsecretaría Nacional de Cultura como director general de Cultura Intelectual, al tiempo que Leopoldo Marechal era designado director general de Cultura Estética en la misma Subsecretaría. Entre 1944 y 1950, Bernárdez fue director general de Bibliotecas Públicas Municipales. En 1945, junto con Vicente Barbieri, Leónidas Barletta, Ricardo Molinari y Adolfo Bioy Casares, conformó el jurado que galardonó con el primer premio de prosa de la Municipalidad de Buenos Aires a la obra Uno y el Universo, primer ensayo publicado por Ernesto Sabato.
Fue ministro de Procedimientos Públicos. Cuatro años más tarde ingresó a la Academia Argentina de Letras como académico de número. Allí ocupó el sillón n.º 10: «Carlos Guido y Spano». Luego del golpe de Estado de 1955, fue incorporado al servicio extranjero de Argentina, como embajador en Madrid, hasta 1960. Se jubiló como ministro plenipotenciario. En sus últimos años quedó ciego, aunque conservó siempre su actitud jovial y entusiasta y su amor por las letras.

## Obra literaria

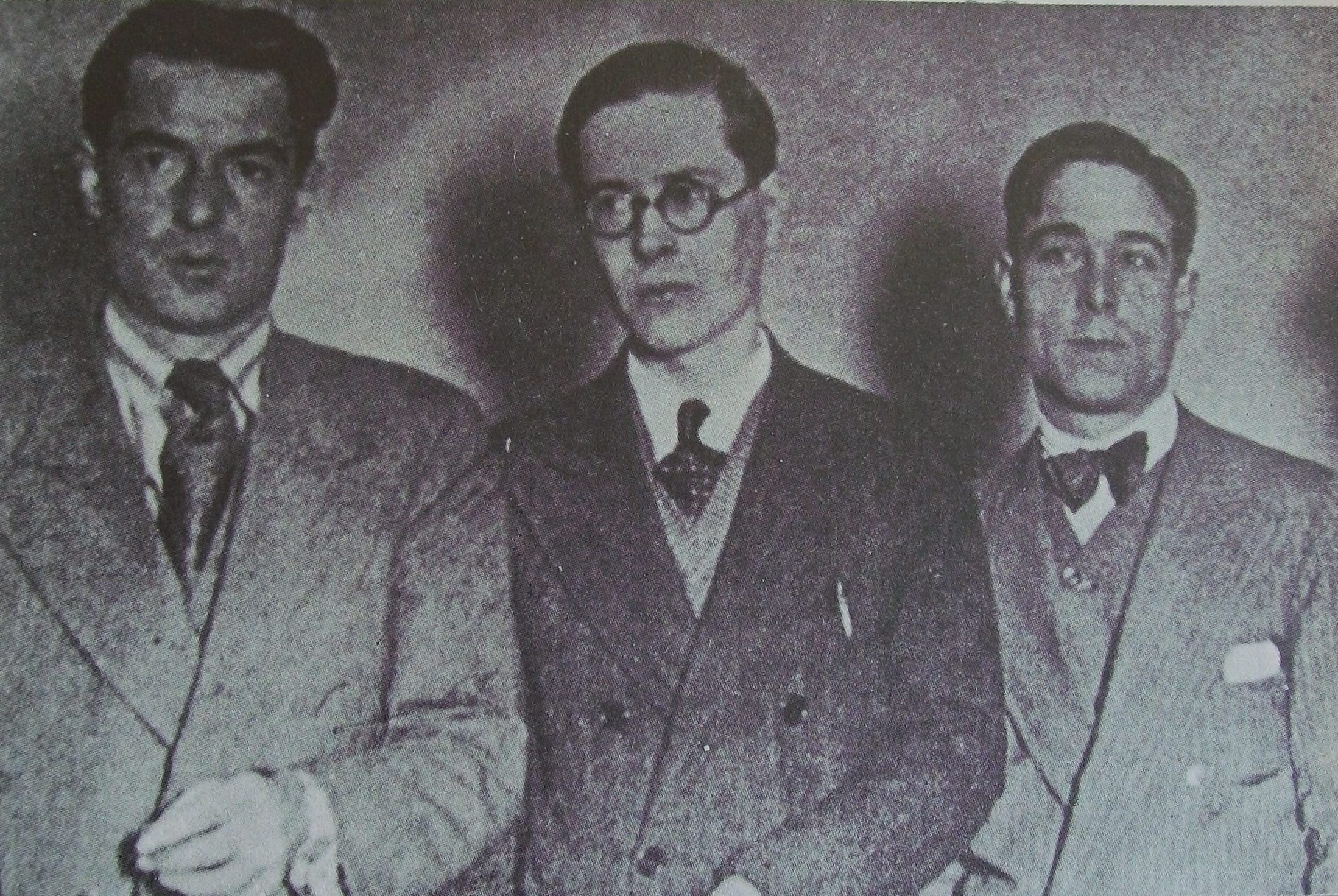
Roberto Arlt, Francisco Luis Bernárdez y Roberto Ledesma, en 1930

Sus primeros trabajos fueron Orto (1922), Bazar (1922) y Kindergarten (1924) , escritos siguiendo los principios del ultraísmo. Junto con Alcándara (1925), lo conectaron a la era postmodernista, pero en esta última obra ya comienza a diluirse el ultraismo para aparecer pinceladas de lo que sería más tarde su barroquismo conceptuoso y original.
Desde la publicación de El buque (1935), trató temas de espiritualidad con el estilo clásico de Paul Claudel y Charles Péguy. Esta nueva fase fue representada por trabajos como Cielo de tierra (1937) —que incluía su soneto que iniciaba con las palabras Si para recobrar lo recobrado—, La ciudad sin Laura (1938) -inspirada en la persona de su propia esposa-, Poemas elementales (1942), Poemas de carne y hueso (1943), El ruiseñor (1945), Las estrellas (1947), El ángel de la guarda (1949), Poemas nacionales (1950), La flor (1951), Tres poemas católicos (1959), Poemas de cada día (1963) y La copa de agua (1963).
Ya en su madurez, su poesía se identificó por un tono lírico y romántico, influido por los poetas místicos, pero conservando su forma particular de enfocar la belleza de la vida, con un canto de serena fluencia. Bernárdez es uno de los muy escasos poetas argentinos que asumió el catolicismo en su creación.
Se caracterizó por la belleza de sus sonetos, por sus poemas de extenso metro (fue creador de un verso de 22 sílabas), y por su profundidad filosófica (por ejemplo, en La noche). Su traducción poética de los himnos litúrgicos del Breviario Romano, que aún hoy se rezan en algunos conventos argentinos, y sus trabajos en prosa, casi todos verdaderamente poéticos, completan la obra de este notable escritor argentino.

## Premios y distinciones
Por su obra El buque (1935), Francisco Luis Bernárdez fue galardonado con el Premio Municipal de Poesía de Buenos Aires.
Por sus obras Poemas elementales (1942) y Poemas de carne y hueso (1943) se le concedió el Premio Nacional de Poesía (Argentina, 1944), premio que en anteriores ediciones recibieron poetas de la talla de Baldomero Fernández Moreno (1926) y Leopoldo Marechal (1940).